# قناة تدعيم
قناة التدعيم (أو دعامة على شكل قناة)، غالبًا ما يشار إليها بالعامية بواحدة من أسماء التصنيع التجارية، هي نظام إنشائي ذو شكل قياسي، يُستخدم في مجالي البناء والكهرباء للحصول على دعم هيكلي خفيف، غالبًا من أجل شبكة أسلاك تدعيمية أو أعمال سباكة أو أعمال ميكانيكية كالتكييف الهوائي أو أنظمة التهوية.
تُشكَّل الدِعامة غالبًا من صفائح معدنية، مطوية على شكل قناة مفتوحة ذات حواف محنية للداخل لتأمين صلابة إضافية وكموضع لتركيب العناصر الرابطة. تتزايد عمليات تصنيع قنوات التدعيم من الألياف الزجاجية، وهي مادة مقاومة للتآكل ومعروفة بوزنها الخفيف وقوتها وصلابتها. غالبًا ما تملك قنوات التدعيم ثقوبًا من نوعٍ ما في القاعدة، لتسهيل ربط أو تثبيت الدعامة على الهياكل الأساسية للبناء.
الميزة الرئيسية لقنوات التدعيم في مجال البناء هي وجود العديد من الخيارات لوصل الامتدادات مع بعضها ووصل عناصر أخرى مع قناة التدعيم بسهولة وسرعة، باستخدام مثبتات ومصاميل متنوعة ذات استخدامات خاصة بقناة التدعيم. يمكن تجميعهم بسرعة باستخدام أدوات بسيطة وعامل مدرب نسبيًا، مما يقلل من التكاليف بشكل كبير في كثير من الاستخدامات. يمكن أيضًا عند الحاجة، وفي أغلب الأحيان، تعديل الطريقة المركبة من خلالها قناة التدعيم أو إضافة عناصر إليها بسهولة نسبية. البديل الوحيد لقناة التدعيم لمعظم الاستخدامات هو التصنيع حسب الطلب باستخدام قضبان ومنتجات معدنية أخرى، تتطلب لحام أو تثقيب وتثبيت مكثفان، وهو الأمر الذي لا يملك أي من الميزات أعلاه.
في واحدات الولايات المتحدة، تكون قناة التدعيم النموذجية الأساسية على شكل صندوق بأبعاد 1 5/8*1 5/8 إنش. يعني هذا في الواحدات الدولية 41*41 مم. تُصنّع العديد من الأحجام والأشكال المجمعة الأخرى.

## الأشكال
تأتي قناة التدعيم الأساسية على شكل مقطع صندوقي مفتوح، بمقطع عرضي مربع أبعاده 1 5/8*1 5/8 إنش. يتوفر أيضًا مقطع عرضي بنصف الارتفاع (بعرض 1 5/8 إنش، وطول 13/16 إنش)، يُستخدم على الأغلب حين يجري تثبيت القناة على جدار مباشرة، إذ أنها تملك صلابة وقدرة أقل بكثير على حمل الحمولة عبر حيز مفتوح أو حين تكون مثبتة على حمالة. يمكن أيضًا تشكيل قناة عميقة بطول 2 7/16 إنش وبعرض 1 5/8.
سماكة المادة المستخدمة لتشكيل القناة هي 12 (0.1046 إنش) أو 14 (0.0747 إنش) حسب مقياس سماكات الرقائق المعدنية.
هناك أشكال عدة متاحة مع أنماط تثقيب مختلفة للتركيب على الجدران والمساند. لا تملك القناة الصلبة ثقوبًا محفورة مسبقًا، ويجب إما ثقبها في الموقع أو تركيبها بطريقة أخرى. تملك القناة المثقوبة ثقوبًا دائرية، كبيرة كفاية لتمرير قضبان أو مصاميل فولاذية ملولبة بقطر 5/8 إنش، وتكون مثقبة في أعلاها بتباعد نظامي بين المراكز يبلغ 1 7/8 إنش. هناك أيضًا قناة بفتحتين على شكل شقوق قصيرة مستطيلة ذات نهاية دائرية مثقوبة بتباعد 2 إنش بين المراكز. تملك القناة المشقوقة شقوقًا أطول بتباعد 4 إنش بين المراكز.
بالإضافة إلى ذلك، هناك أشكال مُصنعة بقناتين ملحومتين مع بعضهما ظهرًا لظهر، أو ثلاثة أو أربعة ملحومة مع بعضها بأنماط مختلفة، وذلك لتشكيل عناصر إنشائية أقوى.

## المواد
تُصنع الدعامة عادةً من صفائح معدنية مطلية بطبقة من الزنك (جلفنة)، أو الدهان، أو الإبوكسي، أو مسحوق معين، أو نوع آخر من التشطيب.
تُصنع قناة التدعيم أيضًا من الفولاذ المقاوم للصدأ لاستخدامها حيث يمكن للصدأ أن يصبح مشكلة (كالأماكن المفتوحة، مرافق تحوي مواد مسببة للتآكل)، أو من الألمنيوم وسبائكه حين يكون الوزن مشكلة أو من الألياف الزجاجية في الأوساط التي تسبب التآكل الشديد.

## الربط
تُستخدم الحواف (أو الشفاه) المطوية للداخل في الطرف المفتوح من القناة الداعمة بكثرة، لتركيب الصمولات (أو العزقات) والحمالات والزوايا الرابطة وأنواع أخرى من آليات الربط، أو كأداة لربط امتدادات قناة التدعيم مع بعضها أو وصل الأنابيب أو الأسلاك أو عناصر أخرى ضمن النظام الإنشائي لقناة التدعيم.